# Seremos primavera
Seremos primavera es el sexto álbum de estudio de la banda de rock argentina Eruca Sativa, lanzado el 8 de noviembre de 2019. Es el álbum más alejado al clásico sonido rock-funk que había llevado a la banda a su punto más alto, teniendo una sonoridad mucho más relajada, con tintes folclóricos en su música y letras mucho más directas. El nombre del álbum proviene del tema «Creo», primer sencillo del álbum compuesto por Brenda Martin. Según cuenta Lula Bertoldi (vocalista de la banda) "es una expresión de deseo a todo nivel, de esperanza y de búsqueda. No somos seres quietos, estamos buscándonos, estamos reencontrándonos con nosotros mismos y con eso que anhelamos ser. Como personas y como humanos".
El álbum cuenta con 10 canciones, de las cuales se extraen los sencillos «Creo», «Seis» y «Carapazón». «Creo» fue nominada a mejor canción rock en los Premios Grammy Latinos 2020.

## Gira y recepción
El disco recibió una recepción mayormente positiva por parte de la crítica por su forma arriesgada de innovar sus habituales géneros musicales, además de poseer letras poéticas y directas. El disco sería presentado en vivo durante 2020, pero debido a la pandemia por el COVID-19, se suspendieron. Finalmente, el disco fue presentado en vivo durante 2021 en una gira por Argentina.

## Lista de canciones
| N.º | Título                                                                      | Duración |  |
| 1.  | «Omara (Letra y Música: Brenda Martin)»                                     | 4:09     |  |
| 2.  | «Creo (Letra y Música: Brenda Martin)»                                      | 3:58     |  |
| 3.  | «Carapazón (Letra y Música: Lula Bertoldi)»                                 | 3:25     |  |
| 4.  | «Tanto (Letra: B. Martin, L. Bertoldi - Música: L. Bertoldi)»               | 5:29     |  |
| 5.  | «Hay tantas cosas (Letra: L. Bertoldi, B. Martin - Música: ES)»             | 4:42     |  |
| 6.  | «Sorojchi (Letra: B. Martin - Música: ES)»                                  | 3:52     |  |
| 7.  | «Por quienes vendrán (Letra: L. Bertoldi, B. Martin - Música: L. Bertoldi)» | 3:43     |  |
| 8.  | «Baba (Letra y Música: Brenda Martin)»                                      | 4:22     |  |
| 9.  | «Cauce (Música: G. Pedernera)»                                              | 1:39     |  |
| 10. | «Seis (Letra: B. Martin, G. Pedernera)»                                     | 2:55     |  |

## Integrantes
Eruca Sativa
- Lula Bertoldi - voz principal, guitarra eléctrica
- Brenda Martin - bajo, voz, piano,  guitarra nylon, programaciones
- Gabriel Pedernera - batería, percusión, coros, guitarras acústicas

Personal de grabación
- Daniel Oivé - ingeniero de audio y masterización
- Gabriel Pedernera - mezcla
- Brenda Martín, Gabriel Pedernera y Lula Bertoldi - Grabación.